# Pszeudoautunit
A pszeudo-autunit kalciumtartalmú urán-foszfát, az autunitnál kisebb víztartalommal. Az autunittól eltérően rombos rendszerben kristályosodik. A  (H3O) tartalom miatt urántartalma kisebb, de sűrűsége az autunitnál magasabb.
- Kémiai képlete: (H3O)4Ca2(UO2)2(PO4)·(4~5)H2O.
- Sűrűsége: 3,28 g/cm³.
- Keménysége: 2,0-3,0  lágy ásvány (a Mohs-féle keménységi skála szerint).
- Jellemző összetétele:
- CaO: 9,6%
- UO2: 46,3%
- P2O5: 24,3%
- H2O: 17,0%

- Egyebekben lásd→ Autunit.